# Johann Georg Ritter von Zimmermann
Johann Georg Ritter von Zimmermann (Brugg, 8 dicembre 1728 – Hannover, 7 ottobre 1795) è stato un filosofo, naturalista e medico svizzero.

## Biografia

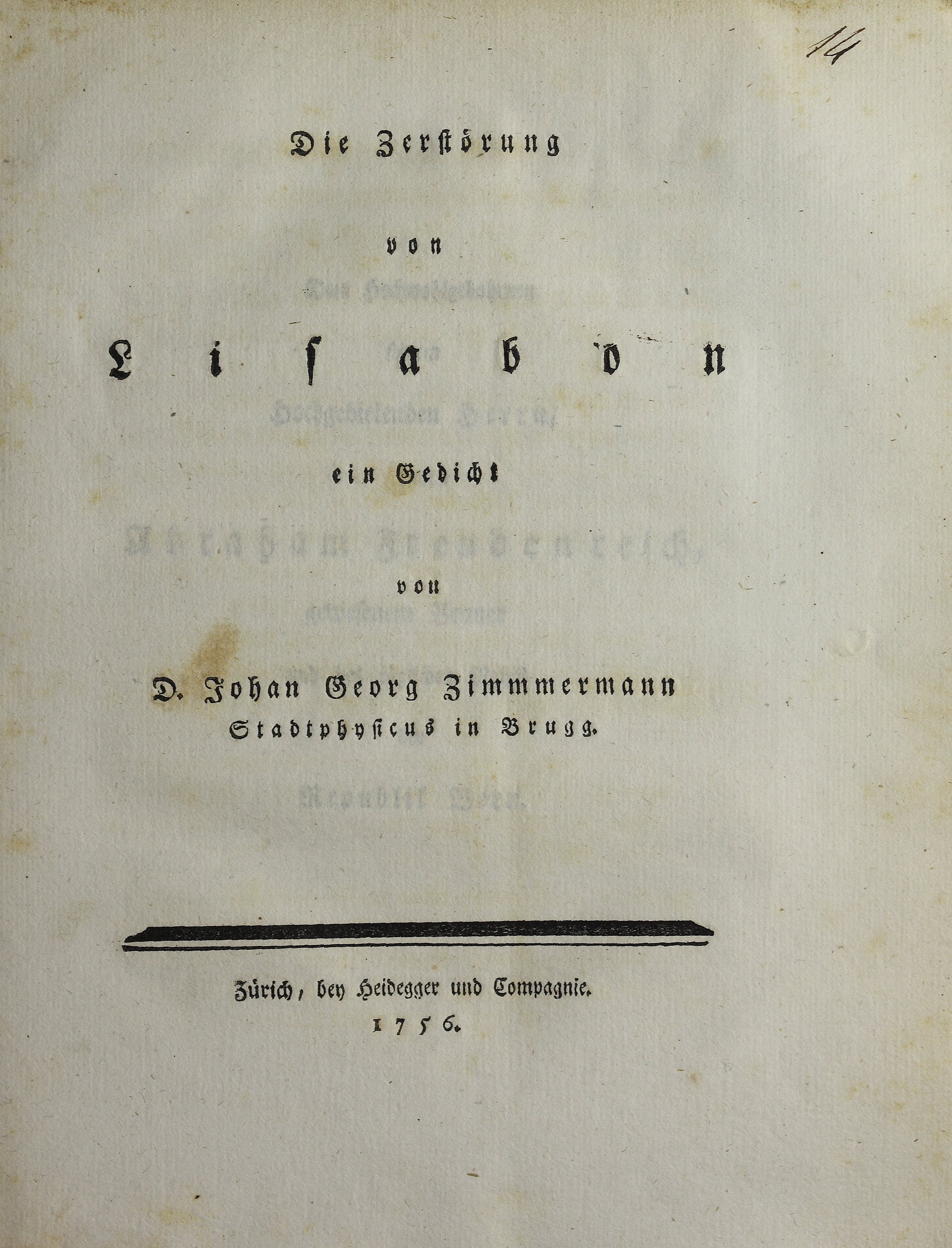
Die Zerstörung von Lisabon (1756)

Studiò a Gottinga, dove conseguì la laurea in medicina, diventando famoso per la sua opera De irritabilitate (1751). Dopo aver viaggiato nei Paesi Bassi e in Francia, lavorò come medico a Brugg dove scrisse Über die Einsamkeit (1756, 1784-85) e Vom Nationalstolz (1758). Queste sue ultime opere gli diedero in Germania grande reputazione e furono tradotte in tutte le lingue europee.
Nel carattere di Zimmermann c'era una strana combinazione di sentimentalismo, malinconia e entusiasmo; Ed era proprio per questo che veniva apprezzato dai suoi contemporanei. A Brugg scrisse anche Von der Erfahrung in der Arzneiwissenschaft. Nel 1768, si stabilì a Hannover come medico privato di Giorgio III con il titolo di consigliere di corte. Quando la zarina Caterina II lo invitò a San Pietroburgo, Zimmermann declinò l'invito.
Frequentò Federico II di Prussia all'epoca ormai gravemente malato e, successivamente, scrisse alcuni libri sulla figura del re prussiano, tra i quali Über Friederich den Grossen und meine Unterredung mit ihm kurz vor seinem Tode (1788) e Fragmente über Friedrich den Grossen (1790). Questi scritti mostrano una straordinaria vanità personale e trasmetteno un'impressione assolutamente falsa del carattere di Federico II.